# Plzeňský kraj (do 1862)

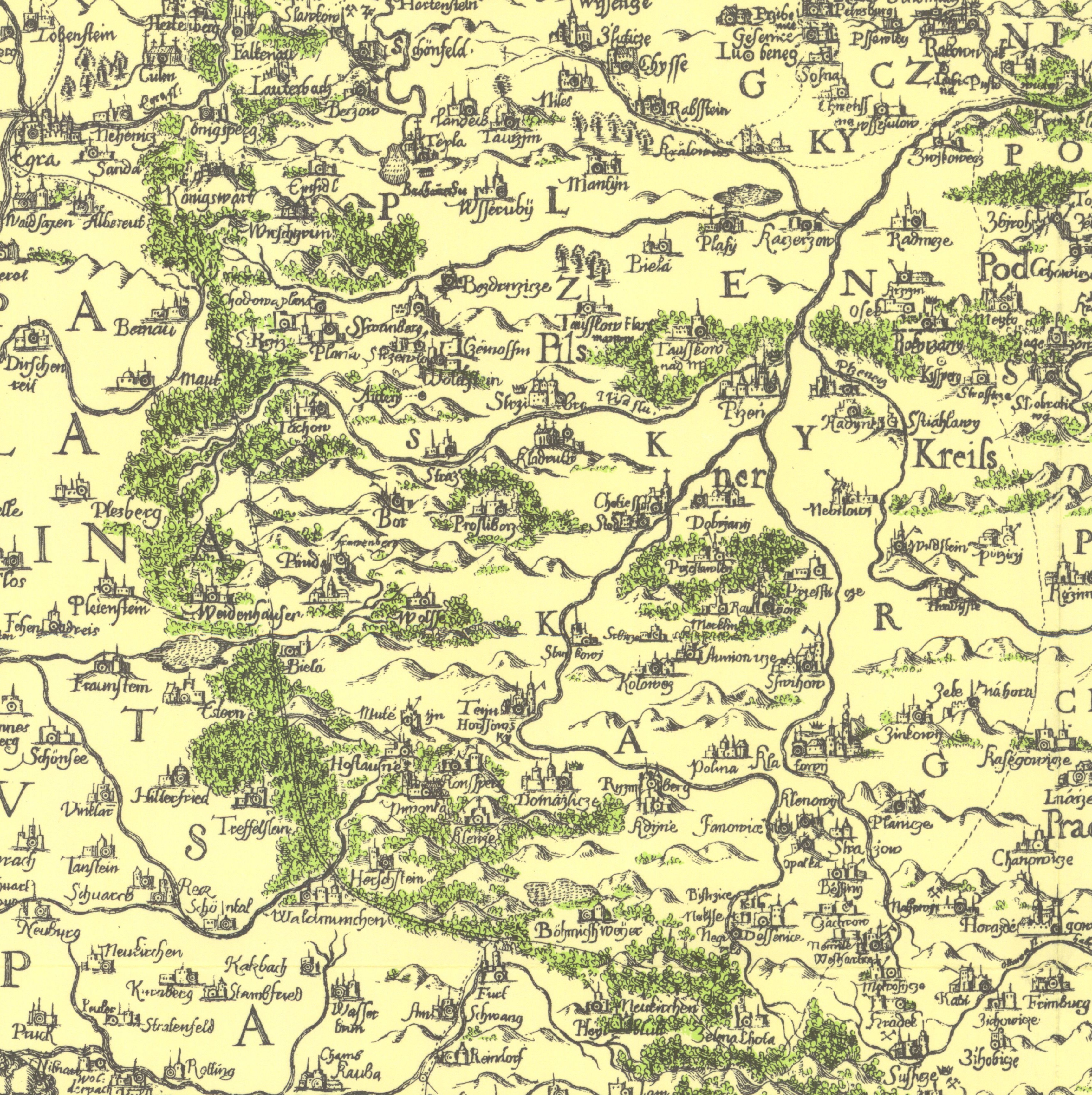
Nejstarší vyobrazení Plzeňského kraje na Aretinově mapě 1619

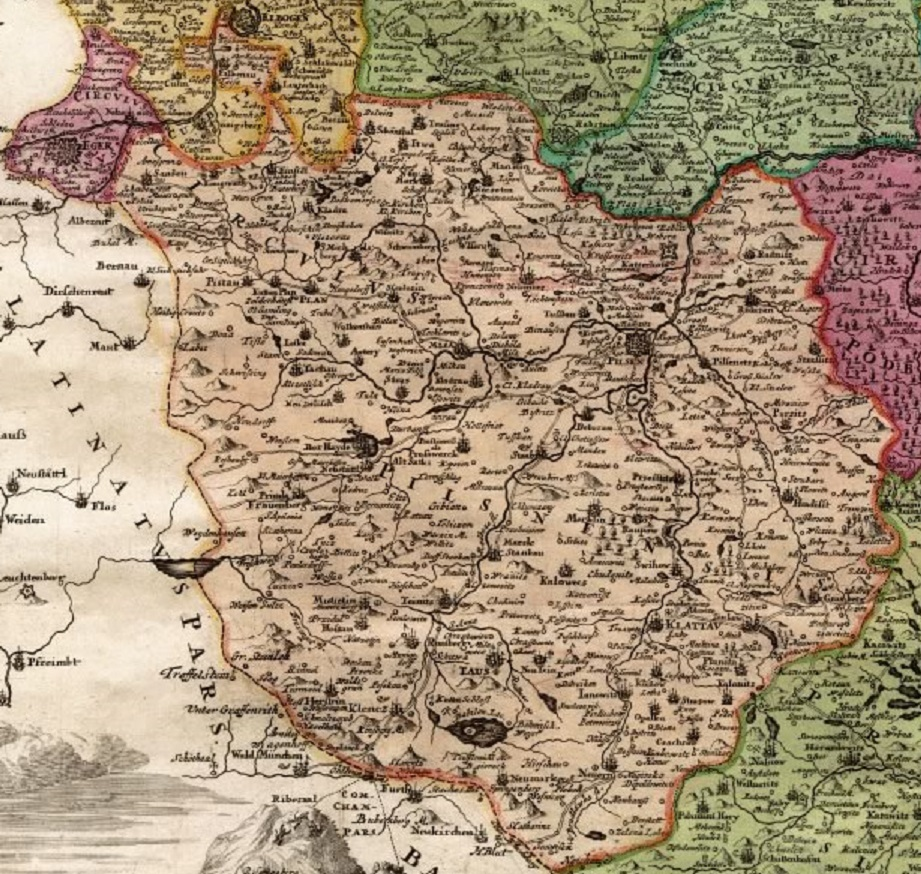
Plzeňský kraj na Vogtově mapě 1712

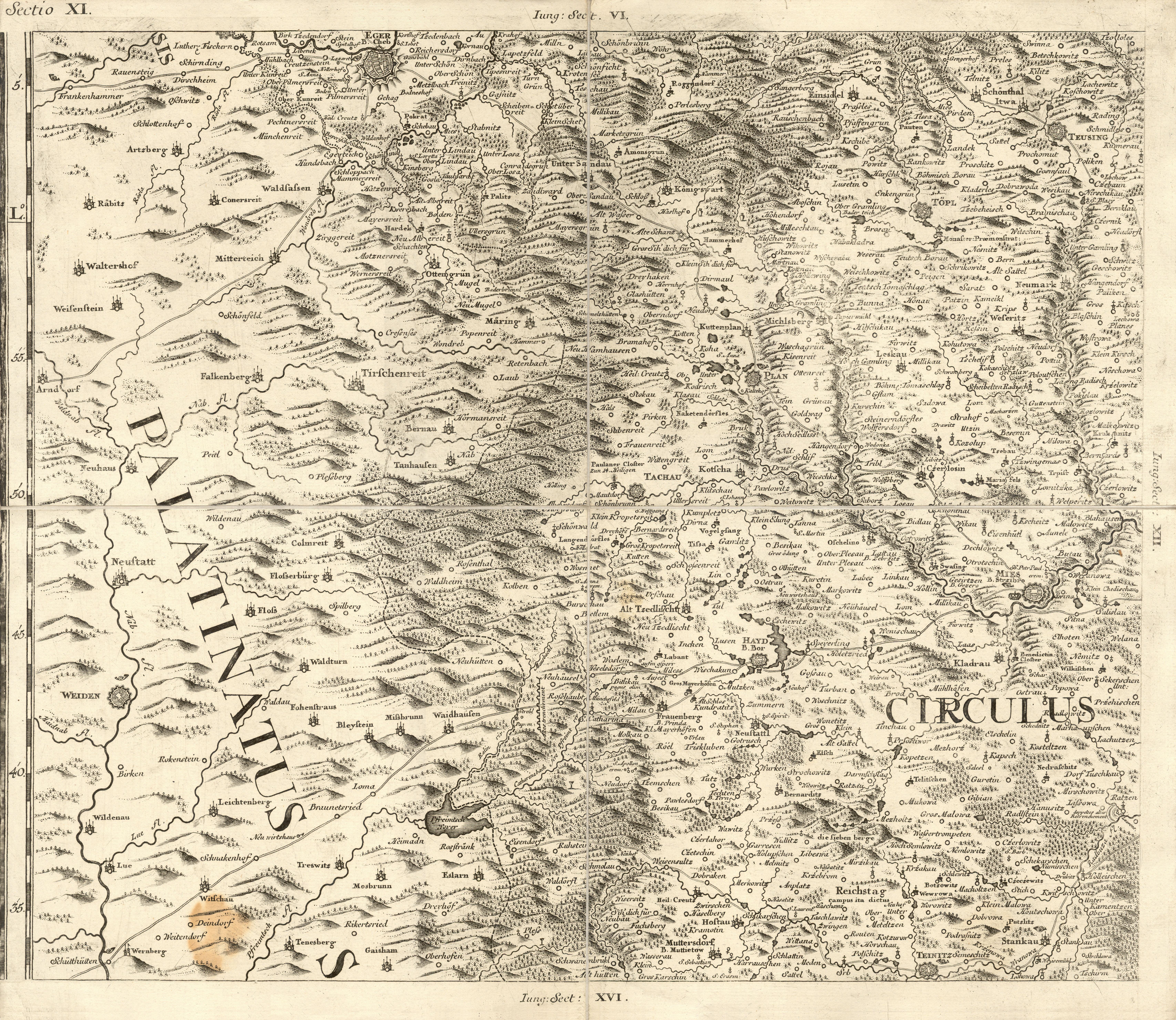
Severozapad Plzeňského kraje na Mullerově mapě z roku 1720

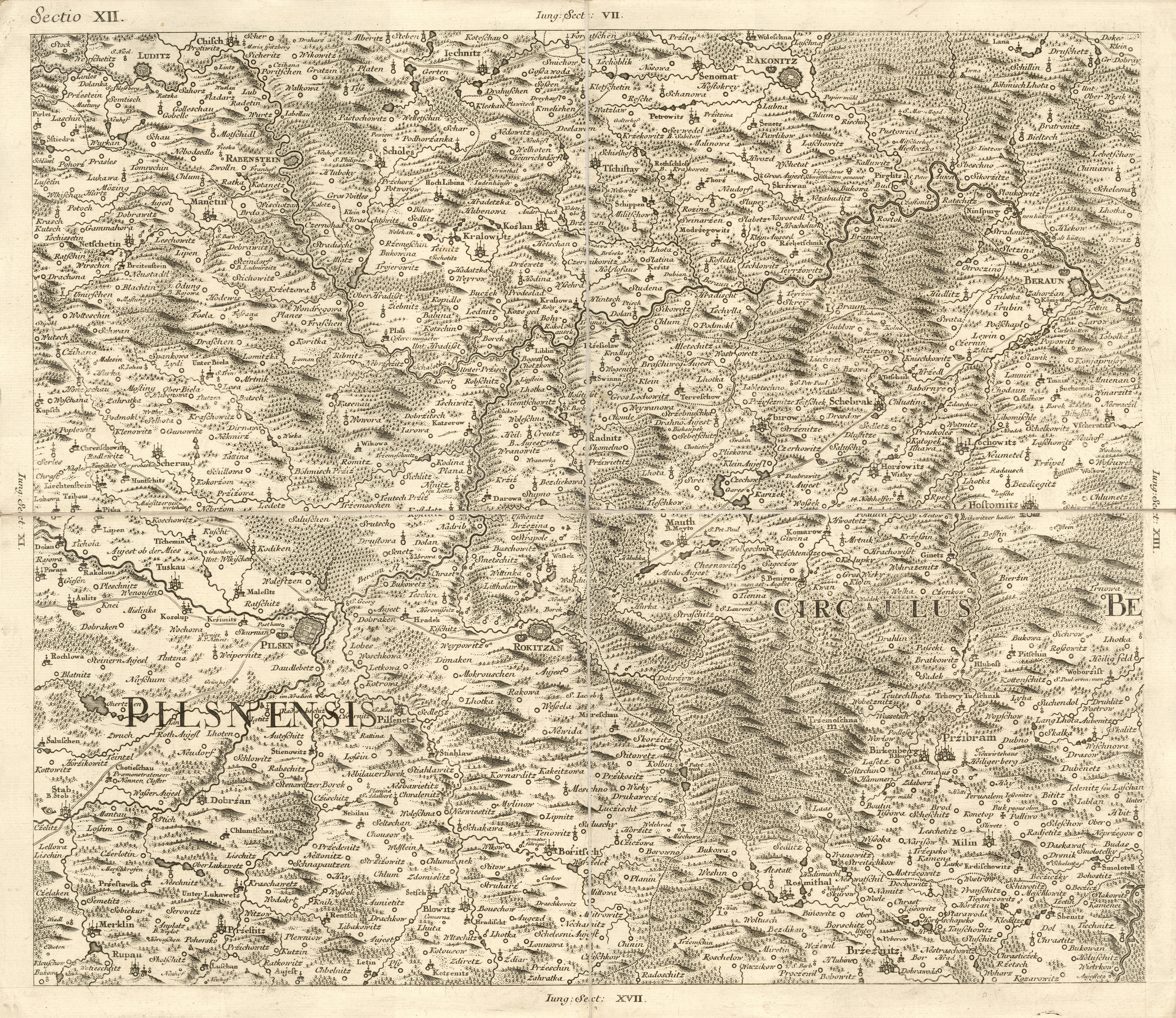
Severovýchod Plzeňského kraje na Mullerově mapě z roku 1720

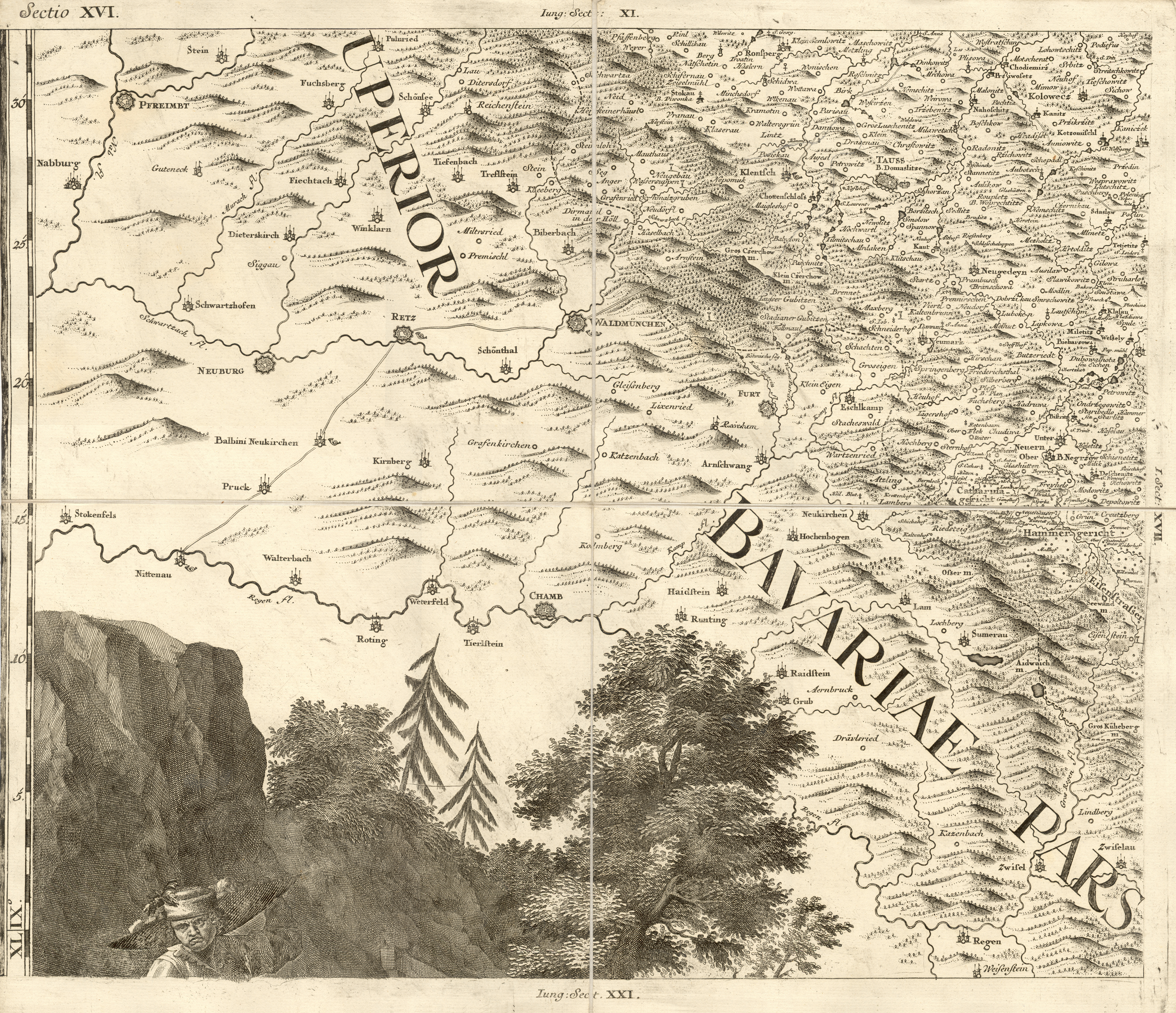
Jihozápad Plzeňského kraje na Mullerově mapě z roku 1720

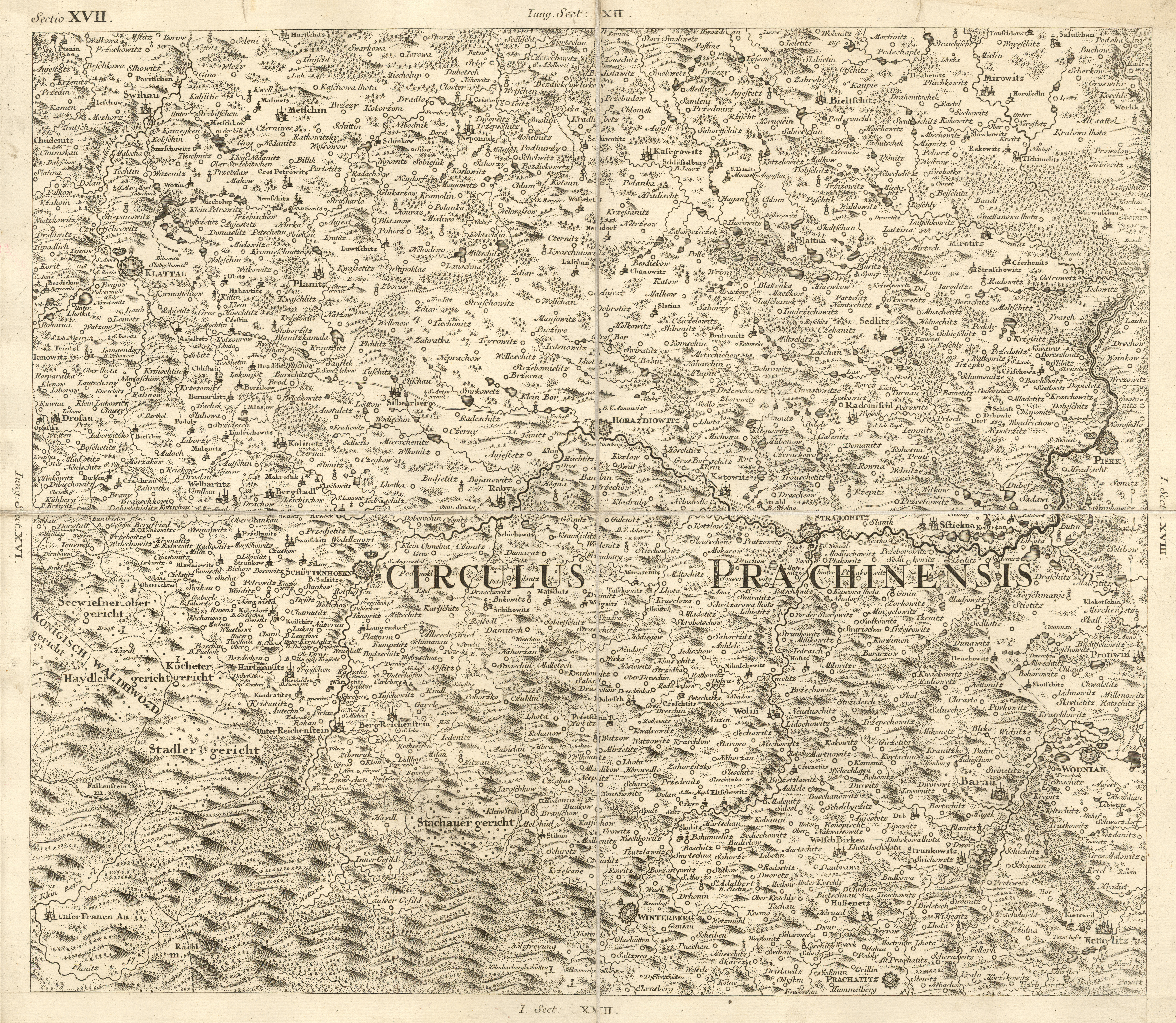
Jihovýchod Plzeňského kraje na Mullerově mapě z roku 1720

Plzeňský kraj (německy Pilsner Kreis, latinsky Circulus Pilsnensis) nebo také jen Plzeňsko je historická územní jednotka v západních Čechách. Počátky jeho existence spadají do druhé poloviny 13. století, kdy Přemysl Otakar II. původní hradské zřízení nahradil krajským zřízením. Raně středověké přemyslovské správní hradiště se původně nalézalo ve Starém Plzenci, ale Plzeňský kraj byl nazván podle královského krajského města Plzeň, které se stalo jeho správním centrem.
Roku 1862 byl spolu s krajským zřízením Čech zrušen. Až v roce 1949 vznikl nový Plzeňský kraj, který byl ovšem už v roce 1960 nahrazen Západočeským krajem. Vedle něj vznikl roku 2000 současný samosprávný Plzeňský kraj.

## Historie
První zmínky o Plzni (dnešním Starém Plzenci) pocházejí z roku 976, kdy u tohoto přemyslovského hradiště kníže Boleslav II. porazil vojsko německého krále Oty II. V podhradí postupně vyrostlo městské sídlo s řadou kostelů a živým obchodním ruchem. Do nynější polohy (v jižním sousedství tehdejší vsi Malice) přenesl město pod názvem Nová Plzeň král Václav II. roku 1295 jako důležitou obchodní křižovatku západních Čech na cestě z Prahy do Bavorska. Vyřešila se tím dodávka vody, neboť místo leželo na soutoku řek Mže a Radbuzy.
Významnou roli v rozmach kraje dělaly cisterciácké kláštery u Nepomuku a v Plasích, benediktinský klášter v Kladrubech a ženský premonstrátský klášter v Chotěšově. Označením ekonomického rozmachu ve vrcholném středověku jsou královská města při obchodních stezkách do Bavorska – Domažlice, Plzeň, Klatovy, Stříbro a Sušice. Kraj zbohatl také z hornictví kovových rud včetně stříbra a zlata. Plzeňský kraj byl zřetelně ovlivněn husitským hnutím, udály se zde dvě významné vítězné bitvy husitů s křížovými výpravami, u Tachova roku 1427 a u Domažlic roku 1431. Roku 1680 postihla sever kraje nezdařená sedlácká vzpoura. Ještě slavnější je povstání Chodů vedené Janem Sladkým Kozinou v roce 1693. Při solním sčítání v roce 1702 bylo zjištěno v Plzeňském kraji 105 790 křesťanů a 836 židů, dohromady 106 626 obyvatel starších 10 let.
Reskriptem Marie Terezie z 23. ledna 1751 byl Plzeňský kraj rozdělen na podíl Plzeňský a Klatovský. Kraje vydržely v tomto uspořádání až do roku 1849, v revolučním roce 1848 došlo k závažným změnám ve struktuře i činnosti rakouské správy. Předně byla zrušena patrimoniální (vrchnostenská) správa (panství) a nahrazena byla správou státní (zeměpanskou). Dále byla zavedena samospráva, čímž se veškerá správa zdvojkolejnila. Nové správní uspořádání bylo upraveno několika dokumenty: dubnovou ústavou, císařským nařízením č. 268/1849 ř. z., o nové organizaci soudní, č. 255/1849 ř. z., o nové organizaci správy, a prozatímním zákonem obecním č. 170 ze 17. března 1849. Posledně jmenovaným byla svobodná obec prohlášena za základ svobodného státu.
Jednotný Plzeňský kraj byl obnoven v pozměněných hranicích k 1. lednu 1850 (bez Tachovska a Falknova patřících k Chebskému kraji) a vydržel se změněným uspořádáním z roku 1855 až do 23. října 1862, kdy bylo krajské zřízení v Čechách zrušeno. Po zrušení se země členily již jen na okresy, přičemž Plzeň se stala sídlem okresního hejtmanství už od roku 1850. Nadále však zůstala zachována krajská organizace u soudů a krajský soud stále sídlí v Plzni.

## Významní hejtmané
- 1584–? Jan Jiří ze Švamberka[2]
- 1607–1608 Petr II. ze Švamberka[3]
- 1632 Vilém Albrecht I. Krakovský z Kolovrat
- 1658 František Diviš Vratislav z Mitrovic[4]
- 1678–1679 Wolf Maxmilián Lamingen z Albenreuthu
- 1705–1707 Václav Josef Lažanský z Bukové
- 1750–1751 Šebestián František Künigl
- 1759–1764 Maxmilián Václav Lažanský z Bukové

## Sídla v kraji roku 1654
Místa v Plzeňském kraji z roku 1654, označená v berní rule tohoto kraje jako města a městečka.

### Města
| město         | stav                                             | obyvatel roku 1702* | počet budov roku 1830 | obyvatelstvo přítomné roku 1830 | obyvatelstvo domácí roku 1830 |
| ------------- | ------------------------------------------------ | ------------------- | --------------------- | ------------------------------- | ----------------------------- |
| Domažlice     | královské město                                  | 2719                | 533                   | 5626                            | 5659                          |
| Plzeň         | královské krajské město                          | 2115                | 548                   | 8798                            | 8228                          |
| Planá         | poddanské, panské město, panství Planá           | 1137                | 456                   | 2725                            | 2830                          |
| Sokolov       | poddanské, panské město, panství Sokolov         | 973                 | 363                   | 1855                            | 1889                          |
| Horšovský Týn | poddanské, panské město, panství Horšovský Týn   | 813                 | 271                   | 2088                            | 2252                          |
| Rokycany      | královské město                                  | 780 (roku 1651)     | 325                   | 2797                            | 2825                          |
| Klatovy       | královské město                                  | 763                 | 543                   | 5780                            | 5740                          |
| Tachov        | poddanské, panské město, panství Tachov          | 708                 | 485                   | 2952                            | 2955                          |
| Stříbro       | královské město                                  | 535 (roku 1651)     | 406                   | 2990                            | 2982                          |
| Bor           | poddanské, panské město, panství Bor             | 478                 | 274                   | 1807                            | 1835                          |
| Nepomuk       | poddanské, panské město, panství Zelená Hora     | 438                 | 207                   | 1421                            | 1468                          |
| Kladruby      | poddanské, duchovní město, panství Kladruby      | 268                 | 178                   | 1048                            | 1121                          |
| Kdyně         | poddanské, panské město, panství Kout a Záhořany | 245                 | 167                   | 1667                            | 1718                          |
| Město Touškov | poddanské, duchovní město, panství Kladruby      | 115                 | 118                   | 892                             | 901                           |

(* roku 1702 jsou obyvatelé starší 10 let)

### Městečka
| městečko             | stav                                                    | počet budov roku 1830 | obyvatelstvo přítomné roku 1830 | obyvatelstvo domácí roku 1830 |
| -------------------- | ------------------------------------------------------- | --------------------- | ------------------------------- | ----------------------------- |
| Poběžovice           | poddanské, rytířské městečko, statek Poběžovice         | 222                   | 1829                            | 1950                          |
| Radnice              | poddanské, panské městečko, panství Osek                | 244                   | 1856                            | 1936                          |
| Dobřany              | poddanské, duchovní městečko, panství Chotěšov          | 274                   | 1807                            | 1835                          |
| Přeštice             | poddanské, panské městečko, panství Příchovice          | 231                   | 1623                            | 1777                          |
| Teplá                | poddanské, duchovní městečko, panství Teplá             | 287                   | 1638                            | 1688                          |
| Staré Sedliště       | poddanské, panské městečko, panství Staré Sedliště      | 230                   | 1612                            | 1627                          |
| Lázně Kynžvart       | poddanské, panské městečko, panství Lázně Kynžvart      | 218                   | 1536                            | 1540                          |
| Švihov               | poddanské, panské městečko, panství Švihov              | 183                   | 1361                            | 1468                          |
| Toužim               | poddanské, panské městečko, panství Toužim              | 237                   | 1384                            | 1416                          |
| Strážov              | poddanské, panské městečko, panství Opálka              | 170                   | 1400                            | 1414                          |
| Stráž                | poddanské, panské městečko, panství Bor                 | 183                   | 1357                            | 1357                          |
| Plánice              | poddanské, panské městečko, panství Plánice             | 189                   | 1305                            | 1353                          |
| Nýrsko               | poddanské, panské městečko, panství Bystřické           | 158                   | 1272                            | 1349                          |
| Dolní Žandov         | poddanské, panské městečko, panství Lázně Kynžvart      | 201                   | 1243                            | 1257                          |
| Spálené Poříčí       | poddanské, panské městečko, panství Spálené Poříčí      | 187                   | 1255                            | 1245                          |
| Stod                 | poddanské, duchovní městečko, panství Chotěšov          | 176                   | 1196                            | 1232                          |
| Blovice              | poddanské, panské městečko, panství Hradiště            | 147                   | 1167                            | 1195                          |
| Janovice nad Úhlavou | poddanské, rytířské městečko, statek Janovice           | 157                   | 1146                            | 1188                          |
| Všeruby (Neumark)    | poddanské, panské městečko, panství Všeruby             | 121                   | 1102                            | 1164                          |
| Hostouň              | poddanské, panské městečko, panství Hostouň             | 152                   | 1021                            | 1092                          |
| Všeruby (Wscherau)   | poddanské, panské městečko, panství Bělá                | 161                   | 967                             | 1013                          |
| Manětín              | poddanské, panské městečko, panství Manětín             | 165                   | 986                             | 1008                          |
| Přimda               | poddanské, panské městečko, panství Přimda              | 155                   | 957                             | 964                           |
| Chodová Planá        | poddanské, rytířské městečko, statek Chodová Planá      | 152                   | 933                             | 957                           |
| Mutěnín              | poddanské, rytířské městečko, statek Mutěnín            | 133                   | 889                             | 911                           |
| Nečtiny              | poddanské, panské městečko, panství Nečtiny             | 139                   | 886                             | 900                           |
| Bezdružice           | poddanské, panské městečko, panství Švamberk            | 116                   | 894                             | 898                           |
| Černošín             | poddanské, panské městečko, panství Švamberk            | 162                   | 850                             | 856                           |
| Michalovy Hory       | poddanské, panské městečko, panství Planá               | 160                   | 849                             | 856                           |
| Mnichov              | poddanské, duchovní městečko, panství Teplá             | 136                   | 831                             | 851                           |
| Merklín              | poddanské, rytířské městečko, statek Merklín            | 126                   | 808                             | 834                           |
| Lestkov              | poddanské, panské městečko, panství Švamberk            | 113                   | 794                             | 803                           |
| Koloveč              | poddanské, rytířské městečko, statek Unějovice a Srbice | 121                   | 775                             | 795                           |
| Úterý                | poddanské, duchovní městečko, panství Teplá             | 143                   | 743                             | 786                           |
| Útvina               | poddanské, panské městečko, panství Toužim              | 133                   | 747                             | 761                           |
| Staňkov              | poddanské, duchovní městečko, panství Chotěšov          | 95                    | 670                             | 678                           |
| Krásné Údolí         | poddanské, panské městečko, panství Toužim              | 102                   | 508                             | 516                           |
| Měčín                | poddanské, panské městečko, panství Roupov a Žinkovy    | 63                    | 472                             | 493                           |
| Poleň                | poddanské, rytířské městečko, statek Poleň              | 60                    | 462                             | 489                           |
| Roupov               | poddanské, panské městečko, panství Roupov a Žinkovy    | 81                    | 486                             | 488                           |
| Žinkovy              | poddanské, panské městečko, panství Roupov a Žinkovy    | 52                    | 405                             | 420                           |
| Klenová              | poddanské, panské městečko, panství Opálka              |                       |                                 |                               |
| Pňovany              | poddanské, panské městečko, panství Pňovany             |                       |                                 |                               |
| Starý Plzenec        | poddanské, panské městečko, panství Šťáhlavy            |                       |                                 |                               |